# توساش لصناعات المحركات
توساش لصناعات المحركات (TEI) (بالتركية: TUSAŞ Motor Sanayii A.Ş) هو مصنع مخصص لإنتاج الأجزاء الهامة للطائرات التجارية والعسكرية، كما ينتج أيضًا خطًا للمحركات البحرية، ويقع مركز التصنيع في إسكيشهر، تركيا. تم تأسيسها في عام 1985 كمشروع مشترك بين جي اي للطيران والشركة التركية لصناعات الفضاء (TAI)، و مؤسسة القوات المسلحة التركية، ورابطة الطيران التركية.   بدأت الشركة بتصنيع مكونات محرك جنرال إلكتريك F110 الذي يعمل على تشغيل طائرة جنرال دايناميكس إف-16 فايتينغ فالكون، وتخطط لأجزاء أخرى من المحركات النفاثة ذات الصلة بطائرات بوينج 787 دريملاينر وإيرباص A380.